# A különleges alakulat
A különleges alakulat (eredeti cím: War Pigs) egy 2015-ös amerikai háborús-akciófilm, melyet Ryan Little rendezett. A főszereplők Luke Goss, Dolph Lundgren, Chuck Liddell, Mickey Rourke

## Szereplők
- Luke Goss–Jack Wosick kapitány (Előd Álmos)
- Dolph Lundgren–Hans Picault kapitány (Jakab Csaba)
- Chuck Liddell–McGreevy őrmester (Petridisz Hrisztosz)
- Mickey Rourke–A.J. Redding őrnagy˙(Gubányi György István)
- Noah Segan–August Chambers